# Isla Capitán Aracena
La isla Capitán Aracena forma parte del archipiélago de Tierra del Fuego ubicado en la región austral de Chile. Pertenece al sector que para su estudio se ha denominado como de las islas del NO.
Administrativamente pertenece a la Región de Magallanes y Antártica Chilena, provincia de Magallanes, comuna de Punta Arenas. Está dentro de los deslindes del parque nacional Alberto de Agostini.
Desde hace aproximadamente 6000 años sus costas fueron habitadas por el pueblo kawésqar. A comienzos del siglo XXI este pueblo había sido prácticamente extinguido por la acción del hombre blanco.[cita requerida]

## Historia
Debido a su carácter montañoso y accidentado y a la carencia de recursos, la isla ha estado deshabitada y solo de vez en cuando era recorrida por miembros de los pueblos kawesqar y yámana, pueblos que a mediados del siglo XIX prácticamente habían desaparecido por la acción del hombre blanco. Los nativos de esta parte eran considerados por los loberos como los más maliciosos que cualquier otros en el Estrecho, o en la Tierra del Fuego.
La isla queda en territorio kawésqar, pero era visitada frecuentemente por los indígenas yámanas quienes acudían a buscar en ella y otras islas cercanas la pirita de hierro, mineral con el que conseguían las chispas necesarias para encender fuego.
En febrero de 1827 el comandante Parker King a bordo del Hope recorrió el canal Magdalena hasta las islas Laberinto y en el cabo Turn decidió regresar a puerto del Hambre.
En abril de 1829 el comandante Fitzroy con el Beagle trabajó en el levantamiento de la costa norte de la isla, especialmente en los senos Lyell y Pedro. La exploración del seno Pedro la dio por terminada aseverando que no había canal hacia el océano. Años más tarde se descubrió el canal Acwalisnan que comunica las aguas del seno Pedro con las del seno Dyneley.
En mayo de 1829 el teniente Skyring a bordo del Adelaida levantó la costa este y sur de la isla durante el levantamiento de los canales Magdalena y Cockburn.
En mayo de 1829 el teniente Skyring al comentar la dirección en que tira la marea creciente en el canal Cockburn dice: "en las antiguas cartas holandesas figura un canalizo llamado Jelouzelt que él no encontró". Podría tratarse del actual canal Acwalisnan.
Forma parte del parque nacional Alberto de Agostini dependiente de la Corporación Nacional Forestal.

## Geografía
La isla Capitán Aracena es una de las islas del NO del archipiélago de Tierra del Fuego. Está situada al E de la isla Clarence separada de esta por el seno Pedro y el canal Acwalisnan. Su latitud y longitud media son: 54° 10' 00" S y 71° 30' 00" W
Tiene 20 millas de largo en su eje norte-sur por 26 millas de mayor ancho. Por su lado norte corre el estrecho de Magallanes, por el este el canal Magdalena, por el sur el canal Cockburn y por el oeste el seno Pedro, el canal Acwalisnan y el seno Dyneley.
En su costa norte, bañada por las aguas del estrecho de Magallanes, se encuentran el seno Lyell y la ensenada Stapless. En el lado NE se levanta el monte Vernal que se reconoce porque lo corona un peñón que parece un mirador. En el mismo lado este, pero más al sur, se eleva el monte Boquerón de 914 metros de alto, es escarpado y está coronado por tres picos que lo distinguen. 
En su costa este se encuentra bahía Morris que es el mejor fondeadero que hay en los canales Magdalena y Cockburn, apto para naves de cualquier tamaño.
En su costa sur se encuentran las bahías Stormy y Park y los senos Mercurio y Prat. El primer seno se interna en la isla Capitán Aracena con varios brazos y el segundo con tres ensenadas: Aldea, Riquelme y Uribe. En la ensenada Riquelme se encuentra puerto Quidora y en la ensenada Uribe puerto Esmeralda. 

### Clima
En el sector de la isla reina casi permanentemente el mal tiempo, cae copiosa lluvia y el cielo está nublado. El clima se considera de carácter marítimo, con temperaturas parejas durante todo el año. El viento predominante es del oeste y sopla casi en forma continua y sin interrupción. Se puede decir que el régimen permanente es de mal tiempo bajo todas sus formas.

### Flora y fauna
Hay calafates, fucsias y arbutus.
Entre las aves hay cormoranes,  pájaros carpinteros, martines pescador, chochas y colibríes.
En sus costas se observan lobos de mar, nutrias, delfines y ballenas. En las aguas que la rodean hay camarones rojos, alimento principal de las ballenas.

## Geología
La isla constituye la continuación del extremo sur de América. Las montañas pertenecen al sistema andino, generalmente son de cumbres redondeadas coronadas de nieve. El verdor que se observa en las montañas consiste principalmente de musgo o de una vegetación raquítica que cubre un suelo blando y pantanoso.
La roca es principalmente jade, acompañada por considerables masas de granito.